# Карл Милекер
Карл Јозеф Милекер (Беч, 29. април 1842 – Баден, 31. децембар 1899), био је аустријски композитор оперета и диригент. Рођен је у Бечу, где је студирао флауту на Бечком конзерваторијуму. Док је био на разним диригентским функцијама у граду, почео је да компонује оперете. Прва је била Мртви гост, оперета у једном чину, премијерно изведена 1865. са либретом Лудвига Хариша, по роману Хајнриха Шокеа.
Милекер је умро у Бадену 31. децембра 1899. Сахрањен је у почасном гробу у Средишњем бечком гробљу (група 32, А35). 

## Списак композиција
Видети Списак оперета и опера Карла Милекера (на енглеском језику)